# Earls Cove
Earls Cove est un petit village situé sur Jervis Inlet dans le district régional de Sunshine Coast—Sechelt de la Colombie-Britannique. Il s'agit d'un terminal pour la BC Ferries.